# Morte nell'ebraismo

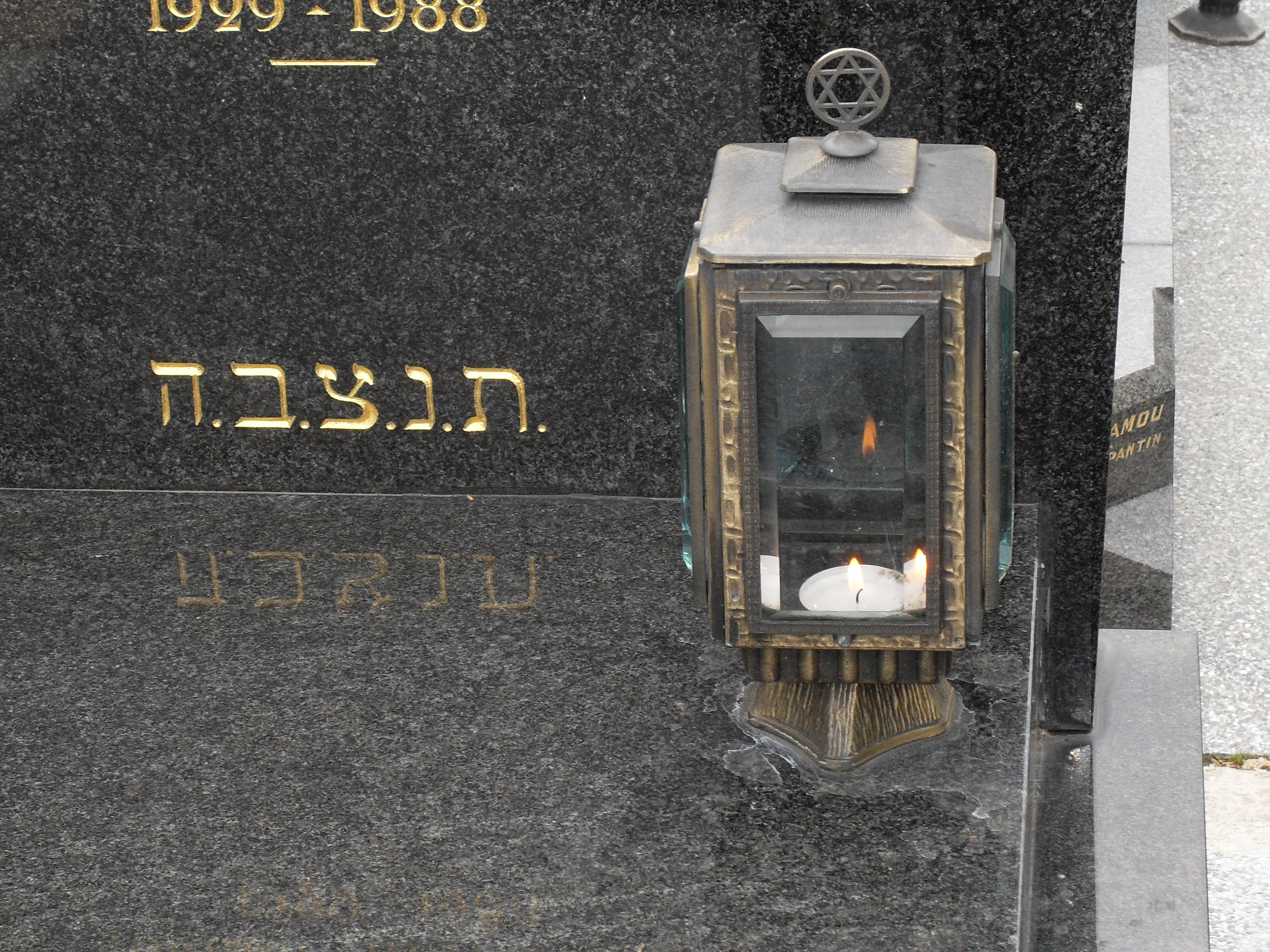
Candela della rimembranza, posta su una tomba ebraica, dentro un cofanetto per proteggerla dal vento.

Il Lutto nell'ebraismo (ebraico:אֲבֵלוּת aveilut, rimpianto) è una combinazione di minhag e mitzvah che deriva dai testi classici della Torah e della Letteratura rabbinica. I particolari dell'osservanza e dell'onoranza funebre variano a seconda delle comunità ebraiche.

## Benedizione funebre
Alla notizia di un decesso si recita la seguente benedizione:
Traslitterazione: Barukh atah Adonai Eloheinu melekh ha'olam, dayan ha-emet.
Traduzione: "Benedetto sei Tu, Signore, nostro Dio, Re dell'universo, Vero Giudice."
Vi è anche una tradizione di lacerarsi i vestiti nel momento che si apprende la notizia di una scomparsa.
Gli uomini ortodossi si tagliano il bavero sinistro della giacca, nella parte corrispondente alla posizione del cuore. Nella pratica non-ortodossa di solito si taglia la cravatta o si indossa un bottone nero con un nastro strappato.

## Chevra kadisha
La chevra kadisha (חברה קדישא "società santa") è una società ebraica di sepoltura usualmente formata da volontari, uomini e donne, che preparano la salma per l'inumazione rituale. È compito della società assicurarsi che la salma riceva le dovute onoranze, sia purificata e vestita nei sudari appropriati.
Molte chevra kadisha nelle aree urbane sono associate alle sinagoghe locali e possiedono sezioni specifiche riservate nei cimiteri di zona. Alcuni ebrei pagano per altri o per se stessi una quota associativa annuale a una Chevra Kadisha di loro scelta in modo che, quando giunga la morte, la società non solo si prenda cura del defunto, come si addice alla legge ebraica, ma ne garantisca anche la sepoltura in un vicino e appropriato cimitero ebraico.
Un compito specifico della Chevra kadisha è quello di provvedere alla sepoltura dei morti che non hanno parenti. Questi sono definiti meit mitzvah (salma mitzvah): meit mitzvah, come dovere da compiere con sollecitudine, supera qualsiasi altro comandamento positivo (mitzvat aseh) della Torah.
Molte società di sepoltura programmano uno o due giorni all'anno di digiuno, organizzando regolari sessioni di studio per rimanere aggiornate coi relativi articoli della Legge ebraica. Inoltre la maggior parte delle società di sepoltura forniscono supporto alle famiglie durante la shiv'ah (tradizionale settimana di lutto), procurando servizi di preghiera, pasti e altro.

### Preparazione della salma — Taharah
Esistono tre fasi principali per preparare un corpo alla sepoltura: lavaggio (rechitzah), purificazione rituale (taharah) e vestizione (halbashah). Il termine taharah viene usato per riferirsi sia alla procedura completa della preparazione alla sepoltura, sia agli specifici stadi di purificazione rituale.
Si recitano preghiere e brani della Torah che comprendono i Salmi, Cantico dei Cantici, Libro di Isaia, Libro di Ezechiele ed il Libro di Zaccaria.
La sequenza generale dei passaggi per eseguire la tahârah è come segue:
1. Il corpo (guf) viene scoperto (poiché precedentemente coperto da un lenzuolo in attesa di taharah).
2. Il corpo viene lavato accuratamente. Emissioni di sangue vengono cauterizzate. Il sangue è seppellito col defunto. Il corpo viene pulito da sporcizia, da fluidi e solidi corporei e da qualsiasi altro sia sulla pelle. Ornamenti e gioielleria vengono rimossi.
3. Il corpo è purificato con acqua con immersione nella mikveh o con acqua corrente per 9 kavim (pari a 3 secchi) nella maniera prescritta.
4. Il corpo viene asciugato (secondo le varie tradizioni).
5. Il corpo viene vestito con i tradizionali indumenti di sepoltura (tachrichim, per gli uomini il kittel). Una fascia (avnet) viene cinta intorno agli indumenti e legata in modo da formare la lettera ebraica "shin" che rappresenta uno dei nomi di Dio.
6. La bara (aron) (se si provvede una bara) viene preparata rimuovendo qualsiasi foderamento o altre decorazioni. Un lenzuolo di avvolgimento (sovev) è posto all'interno. Fuori della Terra di Israele, se la persona aveva usato un tallit di preghiera in vita, lo si inserisce nella bara per avvolgerlo intorno al cadavere al momento della sua posa. Una della frange (gli tzitzit) dell'orlo è tagliata via dallo scialle per indicare che non verrà più usato per pregare in vita e per significare che la persona è assolta dall'osservare qualsiasi mitzvah (Comandamento) scritto nella Torah.
7. Il corpo viene quindi sollevato e posto dentro la bara, avvolto nel tallit e nel lenzuolo. Terra di Israele (afar), se disponibile, viene messa su varie parti del corpo e infine gettata sulla bara.
8. La bara viene chiusa.
9. La sepoltura dovrebbe avvenire in realtà senza bara, ed in Terra d'Israele il corpo viene infatti inumato nudo sulla nuda terra. Fuori dalla Terra d'Israele il corpo dovrebbe essere inumato vestito, ma senza bara. Qualora però la legislazione locale preveda l'obbligo di bara (come in Italia) il corpo viene inumato in una bara in base al principio "dina de-malkuta dina" (la legge del regno è legge), principio religioso ebraico che prevede il rispetto delle leggi dello stato.

Una volta che la bara è chiusa, lo chevra chiede perdono al morto per eventuali offese apportate durante il rituale di sepoltura o per la mancanza dell'appropriato rispetto durante la taharah.
Nell'ebraismo non esiste la visita della salma con veglia funebre né la "bara aperta" durante il funerale. A volte la famiglia e i parenti stretti offrono i loro rispetti finali prima del funerale. In Israele non si usano bare, con l'eccezione dei funerali militari e statali. Il corpo viene portato alla tomba avvolto nel tallit.
Dalla morte fino all'inumazione, è tradizione per i "sorveglianti" (shomrim) di stare con la salma. Si recitano Salmi durante tutto il tempo.

## Lutto

### KeriaheShiva
Tradizionalmente chi è in lutto si fa uno strappo (keriah קריעה) nell'abito, prima del funerale o subito dopo. Lo strappo deve essere sulla sinistra per un genitore (sulla parte corrispondente alla posizione del cuore e chiaramente visibile) e sulla destra per fratelli, sorelle (inclusi fratellastri e sorellastre), bambini e coniugi (e non è necessario che sia visibile).
Halakhot riguardo al lutto non si applicano per i bambini sotto i 13 anni. Inoltre le halakhot del lutto non si seguono per gli infanti appena nati da 30 giorni o meno.
Nel caso che una persona in lutto riceva la notizia della morte e sepoltura di un parente dopo un periodo di trenta giorni o più, non si esegue nessuna keriah o lacerazione dell'indumento tranne nel caso di un genitore. Per un genitore la lacerazione dell'indumento deve essere eseguita in qualsiasi caso, per questo non influendo quanto tempo è trascorso dal momento della morte e il ricevimento della notizia. Se il figlio o la figlia del defunto si cambia d'abito durante la shiva, deve eseguire lo strappo anche nel nuovo vestito. Nessun altro della famiglia ha l'obbligo di strapparsi i vestiti cambiati durante la shiva. Né figlio né figlia deve ricucire mai più gli abiti strappati, ma gli altri possono ricucirli dopo 30 giorni dalla sepoltura.
Quando le persone in lutto ritornano a casa, non devono fare bagno o doccia per una settimana, non devono calzare scarpe di cuoio e portare gioielleria; gli uomini non si sbarbano e in molte comunità vengono rimossi grandi specchi nelle case delle persone in lutto. È usanza per coloro che sono in lutto sedersi su sedie basse o anche per terra a simbolizzare la realtà emotiva di essersi "prostrati" dal dolore. Il pasto della consolazione (seudat havra'ah), il primo ad esser consumato dopo il ritorno dal funerale, tradizionalmente consiste di uova sode e altri cibi rotondi o oblunghi, seguendo la storia biblica di Giacobbe che comprò la primogenitura da Esaù per un piatto di lenticchie (Genesi 5:34); viene raccontato che Giacobbe stava cuocendo le lenticchie subito dopo la morte di suo nonno Abramo.
Durante questo tempo membri di famiglia e amici lontani vengono a far visita o chiamano per presentare le proprie condoglianze e confortare.

### Inizio e calcolo dei sette giorni di lutto
Se la persona in lutto torna dal cimitero dopo la sepoltura e prima del tramonto, allora il giorno del funerale viene considerato come il primo dei sette giorni di lutto. Il lutto si conclude generalmente la mattina del settimo giorno. Nessun lutto può verificarsi di Shabbat (il sabato ebraico) né la sepoltura avvenire di Shabbat ma il giorno di Shabbat conta come uno dei sette giorni. Se una festività ebraica cade dopo il primo giorno, essa riduce il periodo di lutto. Se il funerale si verifica durante un giorno festivo religioso, il periodo di lutto inizia alla fine di esso. Alcune feste, come ad esempio il Rosh haShanah, annullano il periodo di lutto completamente.

## Fasi del lutto

### Aninut
La prima fase del lutto si chiama aninut, o "lutto [intenso]". L‘onen (la persona in aninut) viene considerata in stato di shock e disorientamento totale. L‘onen è quindi esentato dall'osservare quelle mitzvot che richiedono azione (e attenzione), tipo quelle di pregare e recitare le benedizioni, indossare i tefillin (filatteri), in modo da essere in grado di partecipare senza ostacoli alle onoranze funebri. Tuttavia l‘onen è sempre obbligato a seguire i comandamenti che proibiscono le azioni (come quello di non violare lo Shabbat).
Aninut dura fino alla fine della sepoltura o, se la persona in lutto non è in grado di partecipare al funerale, dal quando non è più coinvolto nel funerale stesso.

### Avelut
Aninut viene subito seguito da avelut ("rimpianto"). L‘avel (la persona in avelut) non ascolta musica né va a concerti e non frequenta nessun evento gioioso né feste (come per es. un matrimonio) né Bar o Bat Mitzvah, a meno che non sia assolutamente necessario (se la data di un tale evento è stata fissata prima del decesso, è proibito posticiparla o cancellarla).
Avelut comprende tre periodi distinti:

#### Shiva– Sette giorni
La prima fase di avelut è la shiva (in ebraico שבעה ‎?,"sette"), un periodo di una settimana di dolore e lutto durante il quale i partecipanti si radunano a casa di uno di loro e ricevono visitatori. È considerata una grande mitzvah (comandamento) di cortesia e compassione andare a far visita alle persone in lutto. Per tradizione non si scambiano saluti o parole e i visitatori attendono che le persone in lutto inizino la conversazione. La persona in lutto non è obbligata a far conversazione e, anzi, può ignorare completamente i suoi visitatori. I visitatori spesso portano cibo e lo servono agli astanti in modo da evitare che le persone in lutto debbano cucinare o svolgere altri servizi.
Esistono varie usanze su cosa dire quando ci si congeda da persone in lutto. Una delle più comuni è dire:
המקום ינחם אתכם בתוך שאר אבלי ציון וירושלים
Hamakom y'nachem etkhem b'tokh sha'ar avelei tziyon viyrushalayim:
"L'Onnipresente vi conforterà tra quelli che si affliggono a Sion e Gerusalemme"
Secondo le tradizioni di una data comunità altri possono dire: «Non dovrai aver più tza'ar ("dolore")» o «Avrai solo simcha ("celebrazioni")» o «ci scambieremo solo buone notizie (besorot tovot)» o «Ti auguro lunga vita».
Usualmente i servizi di preghiera sono organizzati e tenuti presso l'abitazione della persona (o famiglia) in lutto. È tradizione che la persona stessa conduca il servizio.

#### Shloshim– Trenta giorni
Il periodo di trenta giorni che segue la sepoltura (inclusa la shiva) è noto come shloshim (in ebraico שלושים ‎?, "trenta"). Durante shloshim, alla persona in lutto è vietato sposarsi o frequentare una seudat mitzvah ("pranzo religioso festivo"). In questo lasso di tempo gli uomini non si fanno la barba o i capelli.
Poiché l'ebraismo insegna che le persone decedute possono ancora beneficiare del merito delle mitzvot (atti comandati da Dio) fatte in loro memoria, si considera speciale privilegio offrire merito ai defunti con lo studio della Torah a loro nome. Una tradizione popolare è quella di coordinare un gruppo di persone che studino insieme tutta la Mishnah durante il periodo di shloshim.

#### Shneim asar chodesh– Dodici mesi
Coloro che sono in lutto per un genitore inoltre osservano un periodo luttuoso di dodici mesi (in ebraico שנים עשר חודש ‎? shneim asar chodesh, "dodici mesi"), contati dal giorno del decesso. Durante tale periodo si riprendono le normali attività di vita, tuttavia le persone in lutto continuano a recitare il kaddish funebre come parte dei servizi di sinagoga per undici mesi. Nella tradizione ortodossa questo era un obbligo ottemperato dagli uomini e non dalle donne. Restano le restrizioni di non frequentare occasioni festive e grandi riunioni, specialmente dove si suona musica.

## Matzevah(Scoprimento della lapide)
La lapide tombaria viene chiamata matzevah (HE)  ("monumento"). Sebbene non ci sia un obbligo halakhico di svolgere una cerimonia di scoprimento, il rituale divenne popolare in molte comunità ebraiche verso la fine del XIX secolo. Esistono varie usanze su quando la lapide debba esser posta sulla tomba. La maggioranza delle comunità svolgono la cerimonia di scoprimento un anno dopo la morte. In Israele viene fatto dopo lo "shloshim", i primi trenta giorni di lutto. Non ci sono restrizioni di tempo, a parte il divieto di eseguire lo scoprimento durante certi periodi, come la Pesach o Chol Ha'Moed.
Alla fine della cerimonia, il velo o sudario, che è stato posto sulla lapide, viene rimosso di solito dai famigliari stretti. Le funzioni liturgiche includono la lettura di alcuni Salmi (1, 23, 24, 103), il Kaddish funebre (se è disponibile un minian) e la preghiera "El Malei Rachamim". Il servizio può includere una breve eulogia per il defunto.

## Rimembranze annuali

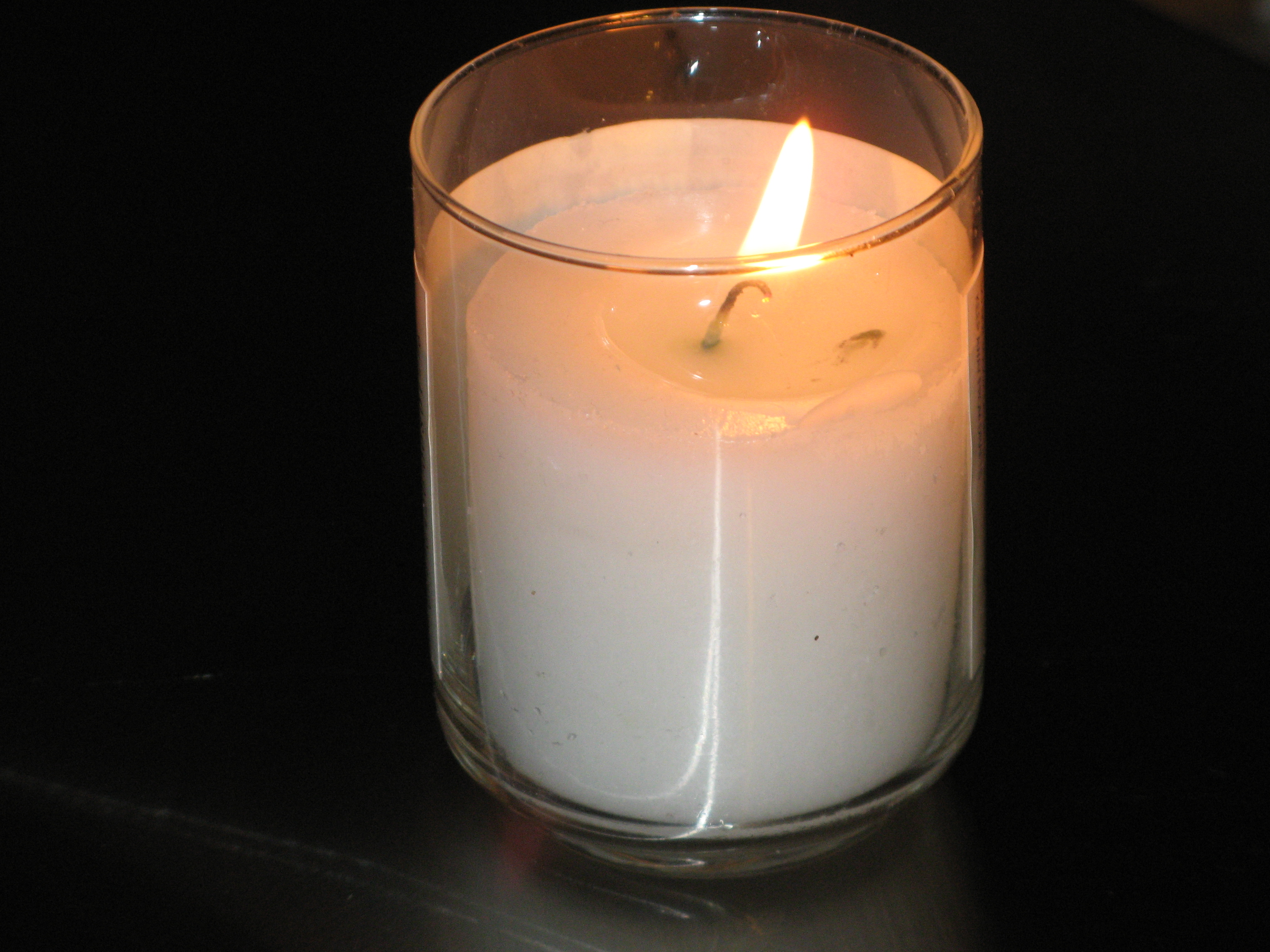
Candela yahrtzeit accesa in memoria di una persona amata nell'anniversario della morte

### Yahrtzeit, Nahala
Yahrtzeit, יאָרצײַט, significa "Tempo dell'anno" in yiddish. (varianti ortografiche includono yortsayt, Yohr Tzeit, yahrzeit, e yartzeit.) La parola viene usata anche da ebrei ashkenaziti che non parlano yiddish e si riferisce all'anniversario del giorno di morte di un parente. Yahrtzeit letteralmente significa "tempo di [un] anno".
Tale commemorazione è nota in ladino come nahala. L'anniversario viene osservato diffusamente e si basa sulla tradizione ebraica che le persone in lutto devono sempre commemorare la morte di un parente.
Gli ebrei sono tenuti a commemorare la morte dei genitori, fratelli e sorelle, coniugi e figli. Il principale obbligo halakhico è quello di recitare la versione funebre della preghiera Kaddish almeno tre volte durante i servizi liturgici serali Maariv, i servizi del mattino Shacharit e i servizi pomeridiani Mincha (durante il servizio mattutino il Kaddish viene recitato almeno quattro volte). Una tradizione molto seguita è quella per cui le persone in lutto accendono una candela speciale che brucia per 24 ore, chiamata "Candela Yahrzeit". Accendere una candela yahrtzeit in memoria di una persona cara è un'usanza profondamente radicata nella vita ebraica per onorare la memoria e le anime dei defunti.
Yahrtzeit cade annualmente nella data ebraica della morte del parente defunto, in base al calendario ebraico. Poiché sorgono alcuni problemi di datazione quando l'anniversario cade durante il Rosh Chodesh o in un anno bisestile, si usa una tabella delle permutazioni aggiornata regolarmente.
La legge ebraica più rigorosa richiede che si debba digiunare il giorno dello Yahrzeit di un genitore e alcune persone osservano questa richiesta facendo digiuno o almeno astenendosi da carne e vino. Molti ebrei ortodossi usano fare un siyum ("pasto celebrativo") in onore del defunto il giorno prima dello Yahrtzeit e che si tiene dopo lo studio di un trattato del Talmud o di un volume della Mishnah: in tale caso la prescrizione del digiuno viene annullata (cfr anche, diversamente, Pesach-Digiuno del Primogenito).
Molte sinagoghe usano apporre una speciale targa commemorativa su una delle pareti, con i nomi dei membri della sinagoga che sono morti. Una candela yahrzeit viene accesa davanti alla targa che ricorda la persona defunta nel giorno del rispettivo anniversario; tutte le candele vengono accese quando ricorre una data di lutto ebraico, come ad esempio il giorno di Yom HaShoah (Commemorazione dell'Olocausto).

### Visite alle tombe

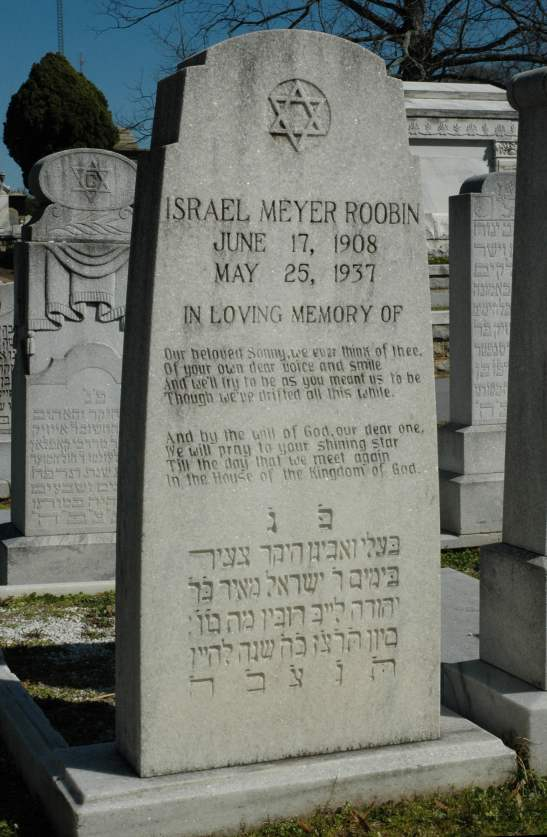
Lapide posta nella nuova sezione ebraica dell'antico Cimitero di Atlanta (Stati Uniti d'America)

È tradizione visitare il cimitero durante i giorni del digiuno e prima di Rosh haShanah e Yom Kippur, quando possibile, e per lo yahrzeit. Nel primo anno di lutto, si visita nello shloshim e yahrtzeit.
Anche quando si visitano le tombe di defunti mai conosciuti, si usa porre un sassolino sulla tomba che si passa, usando la mano sinistra. Ciò dimostra che qualcuno ha visitato e partecipato alla mitzvah della sepoltura. Non si usa lasciar fiori sulle tombe. Un altro motivo per cui si pongono ciottoli sulle tombe ebraiche è per mantenerle, e questo risale ai tempi biblici, quando non si usavano lapidi ma i tumuli erano coperti di sassi impilati (come una specie di ometto), quindi nel porre ciottoli (o sostituendoli), si perpetua l'esistenza del sito.
In Italia il cimitero ebraico è di solito situato appena fuori del cimitero comunale, risalendo ai tempi medievali (e successivi) quando la Chiesa proibiva l'inumazione di ebrei negli stessi appezzamenti dei cristiani (cattolici). Bologna, per esempio, dopo che il primitivo cimitero destinato agli ebrei, situato nei pressi della Chiesa del Baraccano, fu distrutto nel 1541 (quattro lapidi superstiti sono conservate al Museo civico medievale di Bologna) per ordine di Papa Paolo III, che aveva assegnato il terreno alle suore di San Pietro Martire perché potessero ampliare il loro convento -- permise un nuovo insediamento destinato agli israeliti nella seconda metà dell'Ottocento. L'attuale cimitero, nelle adiacenze della Certosa di Bologna e già in uso nel 1869, si deve al piemontese Marco Momigliano, rabbino di Bologna fra il 1866 ed il 1896 che, con una petizione al Comune, chiese un luogo da destinare alla sepoltura dei suoi correligionari, fino ad allora costretti ad inumare i morti nel campo dei protestanti. Il municipio bolognese "fece eseguire a sue spese i muri di cinta, le due camere necessarie alle cerimonie funebri e impose la tassa di £45 per ogni tumulazione di persona ricca... (mentre) i poveri sono seppelliti gratuitamente".

## Controversie a seguito di decesso

### Donazione di organi
In linea di principio e per tutte le denominazioni/correnti ebraiche, è consentito esser donatori di organi, una volta che il decesso è stato chiaramente stabilito e a condizione che le istruzioni siano state lasciate per iscritto (in testamento biologico). Tuttavia, ci sono una serie di difficoltà pratiche per coloro che desiderano rispettare rigorosamente la legge ebraica. Ad esempio, uno che è morto secondo gli standard clinici potrebbe non esserlo secondo la legge ebraica. La legge ebraica non consente la donazione di organi che sono vitali per la sopravvivenza di un donatore che si trova vicino alla morte, ma che non è ancora morto secondo la legge ebraica. Gli ebrei ortodossi e Haredi devono consultare i rispettivi rabbini, caso per caso.

### Cremazione
La Halakhah (Legge ebraica) proibisce la cremazione. La sepoltura è considerata l'unica forma accettabile di disposizione di una salma ebrea (ed è il solo metodo usato nella Bibbia) ed è vista nell'ebraismo come misura finale di espiazione per la persona defunta. Da una prospettiva filosofica e rituale, come anche prescritto per una gheniza, gli ebrei seppelliscono per onorare, mentre bruciano per distruggere.
Nonostante ciò, tale interpretazione non è accettata da tutti: degna di nota la posizione, favorevole alla cremazione, di Vittorio Castiglioni, Rabbino Capo di Roma dal 1904 al 1911. La decisione è quindi affidata all'autorità rabbinica locale.

### Suicidio
L'ebraismo considera il suicidio come una forma di auto-omicidio e quindi all'ebreo che si suicida vengono negati alcuni importanti privilegi post mortem: non vengono pronunciate elegie per la persona deceduta e non è normalmente consentita la sepoltura nella sezione principale del cimitero ebraico. Recentemente la maggior parte delle persone che muoiono per suicidio sono state ritenute vittime sfortunate di depressione o di grave malattia mentale. In base a tale interpretazione, il loro atto di "auto-omicidio" non è ritenuto un atto volontario di auto-distruzione, ma piuttosto il risultato di una condizione involontaria. Di conseguenza, tali persone vengono considerate come decedute per cause indipendenti dalla loro volontà.
Inoltre il Talmud (nel Semakhot, uno dei trattati minori) riconosce che molti elementi dei rituali funebri esistono anche per consolare i viventi e che quindi tali elementi debbano esser osservati anche nel caso di suicidio. Se poi esistono ragionevoli dubbi che la morte non possa essere stata causata da suicidio o se la persona in punto di morte ha cambiato idea o si è pentita all'ultimo momento, rimane il beneficio del dubbio e viene quindi data regolare sepoltura con le dovute esequie rituali. Infine, il suicidio di un minorenne è considerato come risultato di una "incapacità di comprendere" (da'at) e in tal caso si osserva il lutto normale.

### Tatuaggi
La Halakha (legge ebraica) proibisce i tatuaggi ma, al contrario di certe credenze, non proibisce la sepoltura in cimitero ebraico. Una minoranza di pompe funebri ebraiche ("Società di Sepoltura") non accetta salme con tatuaggi ma, poiché la Legge ebraica non vieta la sepoltura a chi è tatuato, tutte le altre società non hanno restrizioni di sorta. Rimuovere un tatuaggio dopo il decesso è assolutamente proibito.

## L'Olocausto
Durante l'Olocausto ("Shoah") crematori massicci furono costruiti e gestiti senza sosta dai nazisti nei loro campi di concentramento e di sterminio per eliminare i corpi di milioni di ebrei e di altre vittime. I corpi venivano quindi distrutti in maniera profondamente offensiva per l'ebraismo. Da allora la cremazione ha mantenuto una connotazione estremamente negativa per molti ebrei, ancor più di quanto avvenisse precedentemente.